# 巴西側唇䲁
巴西側唇䲁（學名：Hypleurochilus brasil），為輻鰭魚綱鳚形目䲁科側唇䲁屬的一種，分布於西大西洋巴西海域，深度3至15公尺，本魚體延長，稍側扁，頭鈍短，頭頂無冠膜，身體半透明，幼魚呈淡棕色，成年魚呈橙色，頭部和靠近尾部的部位有橫紋，頸背呈綠色或白色，身體上有許多小紅點，這些斑點向尾部方向逐漸減少，背鰭硬棘12枚、背鰭軟條13-14枚、臀鰭硬棘2枚、臀鰭軟條15-16枚，體長可達3.1公分，棲息在水淺的岩礁區，通常成小群活動，雌魚產附著性卵，雄魚有護卵行為，幼魚為浮游性，生活習性不明。